# Anagallis djalonis
Anagallis djalonis är en viveväxtart som beskrevs av A. Chevalier. Anagallis djalonis ingår i släktet Anagallis och familjen viveväxter. Inga underarter finns listade i Catalogue of Life.